# Johann Kreilmeir
Johann Kreilmeir (25. května 1861 Kirchberg – 21. září 1938 Linec) byl rakouský křesťansko sociální politik, na počátku 20. století poslanec Říšské rady, v poválečném období poslanec rakouské Národní rady a člen Spolkové rady.

## Biografie
Narodil se v Kirchbergu v Horních Rakousích. Vychodil národní školu, působil jako zemědělec. Angažoval se v Křesťansko sociální straně Rakouska. Byl poslancem Hornorakouského zemského sněmu.
Na počátku 20. století se zapojil i do celostátní politiky. Ve volbách do Říšské rady roku 1907, konaných poprvé podle všeobecného a rovného volebního práva, získal mandát v Říšské radě (celostátní zákonodárný sbor) za obvod Horní Rakousy 16. Usedl do poslanecké frakce Křesťansko-sociální sjednocení. Mandát obhájil za týž obvod i ve volbách do Říšské rady roku 1911 a byl členem klubu Křesťansko-sociální klub německých poslanců. Ve vídeňském parlamentu setrval až do zániku monarchie. Profesně byl k roku 1911 uváděn jako rolník.
Po válce zasedal v letech 1918–1919 jako poslanec Provizorního národního shromáždění Německého Rakouska (Provisorische Nationalversammlung). Od 18. května 1931 do 2. května 1934 byl členem Spolkové rady (horní komora rakouského parlamentu).